# Yoshimi Kobayashi
Yoshimi Kobayashi, född den 11 augusti 1968 i Kanagawa, är en japansk softbollspelare.
Hon tog OS-silver vid de olympiska softboll-turneringarna vid olympiska sommarspelen 2000 i Sydney.